# وزارة العدل (السعودية)

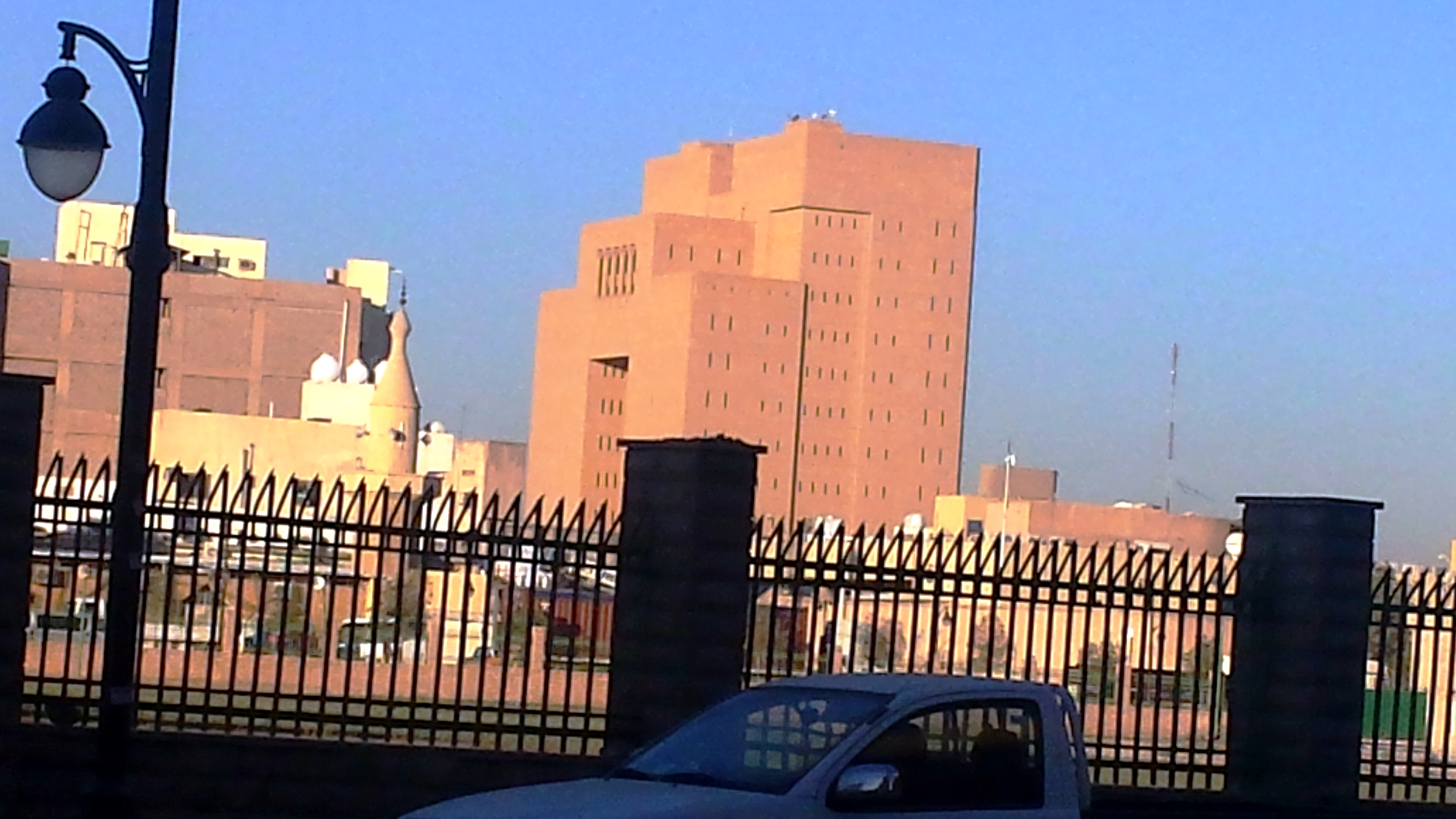
المبنى الرئيسي الجانبي لمبنى المحكمة العامة بمنطقة قصر الحكم بالعاصمة السعودية الرياض.

وزارة العدل السعودية هي الوزارة المسؤولة عن جميع المسائل الإدارية والمالية المتعلقة بالقضاء والقانون والمحاكم في المملكة العربية السعودية.وتدير الوزارة المحاكم العامة والمتخصصة بالشؤون التجارية والعمالية والأحوال الشخصية، ومحاكم للتنفيذ ومحاكم الاستئناف. فيما يتعلق بالجانب الإداري والمالي، إلى جانب توليها الإشراف المالي والإداري والتنظيمي والرقابي للعمل التوثيقي بالمملكة العربية السعودية، وذلك من خلال كتابات العدل أو الموثقين أو مأذوني عقود الأنكحة، بالإضافة إلى الترخيص للمحامين الممارسين والمتدربين. ويتولى الوزارة منذ 9 ربيع الآخر 1436هـ الدكتور وليد بن محمد الصمعاني.
بحسب تقرير التنافسية العالمي 2019م حققت المملكة الترتيب الـ16 عالميا متقدمة 8 مراكز عن العام السابق في مؤشر الاستقلال القضائي، وفيما يتعلق بمؤشر كفاءة الإطار القانوني لتسوية النزاعات، قفزت المملكة 4 مراكز، لتحل في الترتيب الـ17 عالمياً، فيما بقيت على المركز الـ11 في مؤشر «مواءمة الإطار القانوني للأعمال الرقمية»، وفي مؤشر كفاءة الإطار القانوني للطعن في اللوائح، تقدمت 11 مركزاً ليصبح ترتيبها الـ 18 عالميا. كذلك، تقدمت المملكة في مؤشري إنفاذ العقود وتسجيل الملكية العقارية ضمن تقرير سهولة ممارسة الأعمال 2020م، الصادر عن مجموعة البنك الدولي، إذ انتقلت إلى المركز 51 في المؤشر الأول بعد أن كانت في المرتبة 59، وانتقلت للمركز 19 في المؤشر الثاني بعد أن كانت في المرتبة 24.
وفي يوليو 2024 تقدمت السعودية إلى المرتبة العاشرة عالميًا في مؤشر العدالة، وفقاً لتقرير الكتاب السنوي للتنافسية العالمية لعام 2024م، حيث كانت المملكة في المرتبة الـ15 عالميًا في عام 2022، والمرتبة الـ13 عالميًا في عام 2023.

## التاريخ
وضعت أول نواة للوزارة في عام 1926م بتأسيس الملك عبد العزيز آل سعود بعد توحيده للمملكة رئاسة القضاء بمكة المكرمة في تاريخ 24/ 7 /1344هـ، لتكون الجهة المخولة بالإشراف على قضاء محاكم الحجاز وما يتبعه، ويشتمل التشكيل على مسميات وظائف عدة هي: رئيس القضاة، ورئيس الكتاب، ورئيس التدقيقات الشرعية، وأعضاء وكتاب وخدم، وقد عيّن الملك الشيخ عبد الله بن سليمان بن بليهد رئيساً للقضاة ومشرفاً على أعمالهم في الحجاز، أما في منطقة نجد فكان يتم فيها تكليف قضاة منفردين في كبرى المدن بالمنطقة، تختص بكل مدينة وماجاورها من القرى. في العام التالي 1927م أصدر الملك مرسومًا لتأسيس محاكم الحجاز وفق ثلاث درجات وتبين اختصاصها: محاكم كبرى ومحاكم ملحقة بها (عامة)، ومحاكم (جزئية) للقضايا المستعجلة، إضافة إلى (محكمة للنقض والإبرام) باسم هيئة للمراقبة القضائية. كما تم بناء على هذا المرسوم إنشاء إدارة كتابة العدل، وبيت المال، وتم تعيين نواب ومساعدين للقضاة. وفي تلك الفترة وجد المجلس التجاري الذي اختص بالقضايا التجارية والبحرية. وبحلول العام 1955م أنشأت رئاستين لدوائر القضاء، الأولى في المنطقة الغربية عين عليها الشيخ عبدالله بن حسن آل الشيخ، وشملت مسؤولياتها القضائية المنطقة الشمالية وعسير وجازان، وضمت هيئة التدقيقات القضائية ودوائر كتاب العدل ومجموعة من المحاكم. الرئاسة الثانية كانت في المنطقة الوسطى عين عليها الشيخ محمد بن إبراهيم آل الشيخ، وامتدت مهامها القضائية للمنطقة الشرقية وحائل وما يتبعها، كما ضمت هي الأخرى مجموعة من المحاكم وكتابات العدل. جرى توحيد الرئاستين في عام 1960م وأصبحت الجهة الوحيدة المشرفة على القضاء ومقرها العاصمة الرياض، ويتبعها فرع في المنطقة الغربية، تولى رئاستها مفتي الديار السعودية آنذاك الشيخ محمد بن إبراهيم آل الشيخ. في العام الذي يليه تشكلت محكمة التمييز، وافتتح لها فرع في مكة المكرمة. وشهد عام 1962م صدور الأمر بإنشاء وزارة العدل وتوليها كافة المهام الإدارية والمالية للمحاكم، وباشرت أعمالها في عام 1969م وتم تعيين الشيخ محمد بن علي الحركان وزيرًا لها.

## المهام
تشرف الوزارة إدارياً ومالياً على المحاكم السعودية على الوجه المبين بنظام القضاء، وتعد مشروعات الأنظمة واللوائح التنفيذية في نطاق اختصاصاتها. لضبط وتحسين إجراءات التقاضي وتحقيق العدالة. إضافة للعمل على رفع مستوى الأداء الوظيفي لمعاوني القضاة في المحاكم، بما يكفل حسن سير العمل بها وسرعة وكفاءة الإنجاز. وهي مسؤولة عن توفير الكوادر البشرية من كتاب الضبط والموظفين اللازمين للقيام بالأعمال القضائية بالمحاكم والأجهزة المعاونة لها.
```
إلى جانب توليها الإشراف والتفتيش الدوري والمفاجئ على جميع الأعمال المالية والإدارية في الوزارة والمحاكم للتأكد من الالتزام بالأنظمة واللوائح. إلى جانب مهمة الإشراف على جميع أعمال التوثيق للوكالات والتسجيل العقاري وتنظيم عمل كتابات العدل، ووضع الخطط والبرامج الكفيلة بتطوير هذه الكتابات، ورفع مستوى أدائها بما يضمن ضبط التصرفات الشرعية ويصون وثائقها ويحفظ حقوق المواطنين وفقاً للقوانين النافذة. وتحرص الوزارة على نشر التوعية القضائية والنظامية بما يكفل توعية المواطنين وتصحيح المفاهيم لديهم في سلوك الطرق الصحيحة أمام الجهات القضائية. وترسيخ أسس سليمة للعلاقة بين القضاء 
والمحاماة
 بما يكفل توحيد الجهود لتحقيق 
العدالة
. كما تطور وتنمي التعاون بينها وبين الهيئات المعنية بشؤون العدل والقضاء في الدول الشقيقة والصديقة، وإعداد مشاريع الاتفاقيات 
الإقليمية
 
والدولية
 في المسائل القضائية والمشاركة في 
المفاوضات
 التي تجري بشأنها ومتابعة تنفيذ 
اتفاقيات
 التعاون القضائي الموقع عليها، وتمثيل المملكة في 
المؤتمرات
 والاجتماعات والندوات الإقليمية والدولية.
```

## الهدف من وزارة العدل
- تطبيق الشريعة الإسلامية القوية، وتقوية الأمن الداخلي للمملكة.
- تيسير الخدمة القضائية للمواطنين والمقيمين والوافدين.
- سرعة الفصل في المنازعات المعروضة أمام الدوائر الشرعية.
- تيسير التوثيق والخدمات التعاقدية.
- توطيد الأمن الاجتماعي، من خلال حل مشاكل المواطنين على ضوء الشريعة الإسلامية.
- التغلب على النقص في القوى البشرية التي تعيق الخدمات القضائية.
- دراسة ما يرد إليها من مجلس القضاء الأعلى من مقترحات أو قرارات لتُرفع إلى الجهات العليا لإصدار أوامر أو مراسيم ملكية بشأنها.[9]

## المحاكم

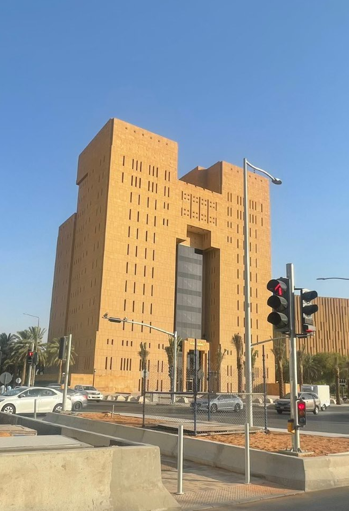
المحكمة العامة بمدينة الرياض

انطلاقًا من اهتمام خادم الحرمين الشريفين الملك عبد الله بن عبد العزيز، فقد صدر نظام القضاء وآلية العمل التنفيذية له، بالمرسوم الملكي الكريم رقم م/78 في 19/9/1428هـ. وبالرجوع إلى نظام القضاء، وُجد أنه اشتمل في مادته العاشرة على إنشاء محكمة عليا يكون مقرها مدينة الرياض. وقد خصَّص النظام موادَّه من العاشرة حتى الرابعة عشرة للمحكمة العليا من حيث: تكوينها واختصاصاتها وتشكيل دوائرها وتأليفها وكيفية انعقادها. وما يتعلَّق بالهيئة العامة للمحكمة وبيان اختصاصاتها وتأليفها وطريقة انعقادها واتخاذ قراراتها.. إلى غير ذلك من الاختصاصات.

### الهيكل التنظيمي للمحاكم[10]
لتشكيل الجديد لمحاكم القضاء العام
اتخذت المملكة العربية السعودية من التشريع الإسلامي دستورًا لها، ومن أحكام الشريعة الإسلامية ومبادئها أساسًا لنظامها وأنظمتها، وتعددت جهات التقاضي داخل النظام القضائي في المملكة على النحو الذي أجازه الفقه الإسلامي وضمنته الأنظمة النافذة فيها لمواجهة القضايا المرفوعة أمام محاكمها. وقد نص النظام الأساسي للحكم الصادر بالمرسوم الملكي الكريم رقم (أ /90) وتاريخ 27/8/1412 هـ على أن تتولى المحاكم على اختلاف أنواعها ودرجاتها الفصل في جميع المنازعات والجرائم.
وترسمًا لهذه الخطى السامية، وحرصًا من المملكة على تذليل المعوقات التي تواجه القضاة والمتقاضين، ألغت نظام القضاء رقم (م/64) وتاريخ 14/7/1395هـ، وبادرت بوضع نظامٍ جديدٍ يواكب الأنظمة الحديثة في أغلب الدول ويحقق التنمية المستدامة في وزارة العدل بكل مراحلها وبجميع مستوياتها بالمرسوم الملكي السامي رقم (م/78) وتاريخ 19/9/ 1428 هـ، فأجرت بعض تعديلات في أحكام النظام الملغى واستحدثت بعض المواد على نحو ييسِّر سبل التقاضي ويعجل بحسم المنازعات.
وعلى ذلك تظهر أهم سمات نظام القضاء الجديد فيما يلي:
أولا: تعدد محاكم القضاء العام وتنوعها داخل النظام القضائي للدولة.
حرص النظام الجديد على تعدد محاكم القضاء العام وتنوعها داخل النظام القضائي للدولة، حيث أعادت المادة التاسعة من النظام المذكور ترتيب محاكم القضاء العادي وتنظيمها وتقسيمها إلى ثلاثة أنواع، على قمتها المحكمة العليا، وتتوسطها محاكم الاستئناف، وتأتي محاكم الدرجة الأولى في قاعدة البناء القضائي، وذلك على النحو التالي:
النوع الأول المحكمة العليا
وهي بحسب نظام القضاء محكمة واحدة في المملكة، ومقرها مدينة الرياض، وهدفها هو مراقبة سلامة تطبيق أحكام الشريعة الإسلامية وما يصدره ولي الأمر من أنظمة لا تتعارض معها، في القضايا التي تدخل ضمن ولاية القضاء العام.
النوع الثاني محاكم الاستئناف
بحسب نظام القضاء يوجد في كل منطقة من مناطق المملكة محكمة استئناف أو أكثر، وتتولى هذه المحاكم - والتي يطلق عليها «محاكم الدرجة الثانية» - النظر في الأحكام الصادرة عن محاكم الدرجة الأولى التي تقع في دائرتها والتي تكون قابلة للاستئناف.
النوع الثالث محاكم الدرجة الأولى
بحسب نظام القضاء تنتشر محاكم الدرجة الأولى في جميع محافظات ومناطق المملكة، وتختص هذه المحاكم بالنظر وإصدار الأحكام في جميع الدعاوي التي تقع في اختصاصها المكاني والنوعي. والأحكام الصادرة عنها تكون قابلة للاستئناف باستثناء الأحكام الصادرة في الدعاوى اليسيرة التي يحددها المجلس الأعلى للقضاء.
نظرًا لتنوع الدعاوى التي تختص بنظرها محاكم الدرجة الأولى، أعادت المادة التاسعة من نظام القضاء ترتيبها وتنظيمها، وتقسيمها إلى خمسة أنواع، وهي:
- المحاكـــم العامــة.
- المحاكم الجـزائية.
- محاكم الأحوال الشخصية.
- المحاكم التجارية.
- المحاكم العمـالية.

ثانيًا: توحيد قضاء المحاكم المختلفة في تطبيق القواعد الشرعية والنظامية
أكَّد النظام الجديد مبدأ وجوب توحيد قضاء المحاكم المختلفة في تطبيق القواعد الشرعية والنظامية، وهو ما كان معمولاً به في النظام السابق، ويتحقق تطبيق هذا المبدأ في ظل وجود محكمة عليا على قمة الهرم القضائي تشرف على صحة تطبيق المحاكم للقواعد الشرعية والنظامية النافذة في المملكة، وتسمى في المملكة بالمحكمة العليا.
ثالثًا: إقرار نظام الطعن في الأحكام
عمد نظام القضاء الجديد – بحسب الأصل - إلى تطبيق مبدأ من المبادئ السائدة في الأنظمة الحديثة وهو مبدأ التقاضي على درجتين. ويعني هذا المبدأ إتاحة الفرصة للدعوى الواحدة أن تنظر أمام محكمتين على التتابع بحيث يراجع حكم محكمة الدرجة الأولى محكمة أعلى درجة منها، قضاتها أكثر عددًا وخبرة من قضاة المحكمة الأدنى. ويحقق هذا المبدأ ضمانة هامة للعدالة؛ لأنه فضلاً عن أنه يؤدى إلى تدارك أخطاء القضاة وهم بشر غير معصومين فإنه يسمح كذلك للخصوم باستدراك ما فاتهم تقديمه من دفاعٍ أو أدلةٍ أمام محاكم الدرجة الأولى.
رابعًا: إعمال مبدأ التخصص بين المحاكم أو داخل المحكمة ذاتها
يقتضى مبدأ وجوب الدقة في نظر القضايا وإصدار الأحكام وعدالة القضاء والتيسير فيه والرغبة في حصول الأشخاص على الحماية القضائية، إعمال مبدأ التخصص بين المحاكم أو داخل المحكمة ذاتها.
فقد عدد المنظم محاكم النوع الواحد لتخصيص كل منها بنوع معين من الدعاوى ارتأى أن لها طابعًا خاصًا أو قدرًا من الأهمية تتطلب خبرة خاصة لدى القضاة الذين يفصلون فيها، فأعاد ترتيب محاكم النوع الواحد وقسَّمها إلى محاكم عامة ومحاكم جزائية ومحاكم للأحوال الشخصية ومحاكم تجارية ومحاكم عمالية.
ويتحقق هذا التعدد على مستوى محاكم الاستئناف والمحكمة العليا بوجود دوائر لنظر كل نوع من الدعاوى، نظرًا لمزايا التخصص وما يحققه للقضاة من كفاءة وما يرتبه من سرعة الفصل في القضايا.
خامسًا: تعدد محاكم النوع الواحد مكانياً
يقتضي وجوب التيسير على المتقاضين بحيث تكون المحاكم قريبة بقدر الإمكان من مواطن الأشخاص أو محال النزاع تعدد المحاكم وانتشارها في مراكز ومحافظات ومناطق المملكة وتوزيع الاختصاص فيما بينها توزيعًا مكانياً.
والتعدد المكاني للمحاكم تخضع له سائر المحاكم في جهة القضاء العام فيما عدا المحكمة العليا التي تكون دائمًا واحدة في كل نظام قضائي بحسب طبيعة الهدف من وجودها وهو توحيد القضاء الصادر من المحاكم المختلفة.

### المحكمة العليا[11]
هي أعلى قمة التنظيم القضائي في المملكة، ومقرها الرياض. المحكمة العليا ليست محكمة فصل في الخصومة، إنما جهة شكوى ضد المحكمة التي أصدرت الحكم المطعون فيه، فهي تحاكم الحكم من حيث صحة تطبيق القواعد الشرعية والنظامية وتأويلها، وكذلك من حيث الإجراءات التي اتبعت في المحاكمة، دون أن يكون لها التدخل في تصوير الوقائع أو في تقدير الأدلة. كما تباشر عملها كمحكمة موضوع في قضايا الحدود «القتل أو القطع أو الرجم أو القصاص في النفس أو فيما دون النفس». لذا يصح القول بأن قضايا الحدود تنظر من حيث الوقائع والقواعد الشرعية والنظامية المطبقة في المملكة أمام ثلاث درجات، ويكون التقاضي في هذه الدعاوى على ثلاث درجات وليس على درجتين كما هو الحال في جل الأنظمة المقارنة، وهذا يعكس اهتمام المملكة بحقوق الإنسان ولاسيما الحقوق اللصيقة بالشخصية ويدحض في الوقت ذاته كافة الادعاءات المقصودة أو المغلوطة التي توحي بأن المملكة لا تراعى تلك الحقوق.

#### تشكيل المحكمة العليا
تتألف المحكمة العليا من رئيس وعدد كاف من القضاة بدرجة رئيس محكمة استئناف، وقد استحدث النظام القضائي الجديد هيئة عامة في المحكمة العليا تنعقد برئاسة رئيس المحكمة وعضوية جميع قضاتها؛ لتقرير مبادئ عامة في المسائل المتعلقة بالقضاء، والنظر في المسائل التي تنص الأنظمة على نظرها من الهيئة العامة. وهذا يعتبر بلا شك نقلة نوعية فريدة من نوعها تساعد القضاة كثيراً، وذلك من خلال الرجوع إلى هذه المبادئ في حال أشكل عليهم أمر من أمور القضاء.
لا يكون انعقاد الهيئة العامة نظامياً إلا إذا حضره ثلثا أعضائها على الأقل بمن فيهم الرئيس أو من ينوب عنه.
تصدر قرارات الهيئة العامة بالأغلبية للأعضاء الحاضرين، فإن تساوت الآراء يرجح الجانب الذي صوت معه رئيس الجلسة، وتعد قراراتها نهائية.

#### تعيين أعضاء المحكمة العليا
تعيين رئيس المحكمة:
يسمى رئيس المحكمة العليا بأمر ملكي.
تكون درجته بمرتبة وزير ولا تنهى خدمته إلا بأمر ملكي.
يشترط أن تتوافر فيه الشروط المطلوبة لشغل درجة رئيس محكمة استئناف.
عند غيابه ينوب عنه أقدم رؤساء دوائر المحكمة العليا.

#### تعيين قضاة المحكمة
تكون تسمية الأعضاء بأمر ملكي بناء على اقتراح المجلس الأعلى للقضاء.
يشترط أن تتوافر فيهم الشروط المطلوبة لشغل درجة رئيس محكمة استئناف.

#### آلية عمل المحكمة العليا
تباشر المحكمة العليا اختصاصاتها من خلال دوائر متخصصة (الهيئة التي تجلس لنظر الدعاوى) بحسب الحاجة، تؤلف كل منها من ثلاثة قضاة باستثناء الدائرة الجزائية التي تنظر في الأحكام الصادرة بالقتل أو القطع أو الرجم أو القصاص في النفس أو فيما دونها، فإنها تؤلف من خمسة قضاة، ويكون لكل دائرة رئيس.
تكون تسمية رئيس كل دائرة من دوائر المحكمة العليا وأعضائها بقرار من المجلس الأعلى للقضاء بناءً على اقتراح رئيس المحكمة العليا.
يكون في المحكمة العليا عدد كاف من الموظفين من باحثين وفنيين وإداريين وكتاب ومسجلين وغيرهم بحسب الحاجة.
تعقد كل دائرة من دوائر المحكمة العليا برئاسة رئيسها وبحضور جميع أعضائها، فإن غاب أحدهم أو قام به مانع كلف رئيس المحكمة العليا بدلاً عنه أحد أعضاء الدوائر الأخرى في المحكمة.
إذا رأت إحدى دوائر المحكمة العليا – في شأن قضية تنظرها – العدول عن مبدأ سبق أن أخذت به أو أخذت به دائرة أخرى في المحكمة نفسها في قضايا سابقة، أو رأت إحدى دوائر محكمة الاستئناف العدول عن مبدأ سبق أن أخذت به إحدى دوائر المحكمة العليا في قضايا سابقة، فيرفع الأمر إلى رئيس المحكمة العليا لإحالته إلى الهيئة العامة للمحكمة العليا للفصل فيه.

#### دوائر المحكمة العليا
نظرًا لكثرة الدعاوى التي تختص بها المحكمة العليا، تشكل بها دوائر متعددة حسب حاجة العمل فيها وتوزع عليها هذه الدعاوى. ويتم ترتيب الدوائر في المحكمة العليا وتشكيلها وتحديد الدعاوى التي تنظرها بقرار من المجلس الأعلى للقضاء بناءً على اقتراح رئيس المحكمة العليا.
وهكذا نجد دوائر للدعاوى الحقوقية والجزائية والأحوال الشخصية، كما نجد دوائر تجارية وعمالية. ولكنها لا تعدو أن تكون توزيعًا داخليًا للعمل على قضاة المحكمة. إذ تعد كل دائرة جزءًا من المحكمة تباشر اختصاصها الذي خوله لها النظام.
ولذا إذا طرحت أمام دائرة دعوى من نصيب دائرة أخرى فإنها لا تقضى فيها بعدم اختصاصها؛ لأن النظام يعقد الاختصاص للمحكمة كلها، وإنما تأمر فقط بإحالة الدعوى إلى الدائرة المحددة لها، وتسمى هذه إحالة داخلية أو إدارية.

#### أهداف المحكمة العليا
يهدف نظام القضاء من جعل المحكمة العليا هيئة واحدة على قمة التنظيم القضائي في المملكة إلى:
1. مراقبة سلامة تطبيق أحكام الشريعة الإسلامية وما يصدره ولي الأمر من أنظمة لا تتعارض معها، في القضايا التي تدخل ضمن ولاية القضاء العام.
2. توجيه نظر المنظم إلى ما قد يشوب الأنظمة القائمة من بعض أوجه القصور، وذلك بما يصون للمصلحة العامة للمجتمع حرمتها وبما يضمن للأفراد حقوقهم وحرياتهم.

#### اختصاص المحكمة العليا
ينحصر اختصاص المحكمة العليا من الناحية النظامية في الحالات التالية:
الحالة الأولى:
مراجعة قضايا الحدود «القتل أو القطع أو الرجم أو القصاص في النفس أو فيما دون النفس». وفي هذه الحالة فإن المحكمة تباشر عملها بوصفها محكمة موضوع وليست محكمة تطبيق للنظام، وعليها أن تتبع ذات الإجراءات التي تتبعها محكمة الموضوع بحسب نوع الدعوى، فتنظرها بذات الطريقة، وفي ذات الحدود، ويكون لها التصدي لمتهمين غير من أقيمت الدعوى عليهم، أو لوقائع أخرى غير المسندة إليهم.
وتعرض المحكمة العليا للموضوع في قضايا الحدود وجوبي لا جوازي. ويشترط فيه أن يكون الحكم الذي قبلت الطعن فيه بين الخصوم أنفسهم وعن التهمة ذاتها. فالنظام قد أوجب إجراء محاكمة ثالثة بمعرفة المحكمة العليا في قضايا الحدود «القتل أو القطع أو الرجم أو القصاص في النفس أو فيما دون النفس».
الحالة الثانية:
الرقابة على الأحكام الصادرة من محاكم الاستئناف بشأن:
مخالفة أحكام الشريعة الإسلامية وما يصدره ولي الأمر من أنظمة لا تتعارض معها.
صدور الحكم من محكمة غير مشكلة تشكيلاً سليماً طبقاً لما نص عليه نظامًا.
صدور الحكم من محكمة أو دائرة غير مختصة.
الخطأ في تكييف الواقعة، أو وصفها وصفاً غير سليم.
وفي هذه الحالة تعتبر المحكمة العليا محكمة تطبيق للنظام لا محكمة موضوع، وهذا هو الأصل العام في اختصاصها.
الحالة الثالثة:
النظر في طلبات معاودة السير في الخصومة بعد شطب الدعوى للمرة الثانية نتيجة غياب المدعي عن الجلسات وعدم تقدمه بعذر تقبله المحكمة ناظرة الدعوى.
الحالة الرابعة:
الفصل في طلبات التماس إعادة النظر في الأحكام الصادرة عنها، ولذلك صور:
إذا كان الحكم قد بُنِيَ على أوراق ظهر بعد الحكم تزويرها، أو بُنِيَ على شهادة قضي – من الجهة المختصة بعد الحكم – بأنها شهادة زور.
إذا حصل الملتمس بعد الحكم على أوراق قاطعة في الدعوى كان قد تعذر عليه إبرازها قبل الحكم.
إذا وقع من الخصم غش من شأنه التأثير في الحكم.
إذا قضى الحكم بشيء لم يطلبه الخصوم أو قضى بأكثر مما طلبوه.
إذا كان منطوق الحكم يناقض بعضه بعضاً.
إذا كان الحكم غيابياً.
إذا صدر الحكم على من لم يكن ممثلاً تمثيلاً صحيحاً في الدعوى.
يحق لمن يعد الحكم حجة عليه ولم يكن قد أدخل أو تدخل في الدعوى أن يلتمس إعادة النظر في الأحكام النهائية
شروط الطعن بالنقض:
أن تتوافر للطاعن (المدعي) مصلحة في الطعن.
أن تتوافر الصفة في كل من الطاعن (المدعي) والمطعون ضده (المدعى عليه)، بمعنى أن يقدم الطعن ممن يدعي لنفسه حق على من اعتدى عليه أو هدد بالاعتداء عليه.
ألا يكون الطاعن (المدعي) قد قبل الحكم صراحة أو ضمنَا.
أن يتم رفع الطعن في الميعاد النظامي.
أن يكون محل الطعن هو الأحكام الصادرة من محاكم الاستئناف.
لا يجوز الاعتراض على الأحكام التي تصدر قبل الفصل في الدعوى ولا تنتهي بها الخصومة كلها أو بعضها إلا مع الاعتراض على الحكم الصادر في الموضوع.
يجوز الاعتراض على الحكم الصادر بوقف الدعوى وعلى الأحكام الوقتية والمستعجلة والأحكام الصادرة بعدم الاختصاص قبل الحكم في الموضوع.
لا يترتب على الاعتراض على الأحكام الوقتية والمستعجلة والأحكام القابلة للتنفيذ الجبري وقف تنفيذها.
أسباب الطعن بالنقض:
حدد نظام القضاء والمرافعات الشرعية والإجراءات الجزائية أربعة أسباب للطعن بالنقض، تتعلق جميعها بالعيوب التي يجوز الطعن بناءً عليها في الأحكام الصادرة من محاكم الاستئناف بشأن:
مخالفة أحكام الشريعة الإسلامية وما يصدره ولي الأمر من أنظمة لا تتعارض معها.
صدور الحكم من محكمة غير مشكلة تشكيلاً سليماً طبقاً لما نص عليه نظامًا.
صدور الحكم من محكمة أو دائرة غير مختصة.
الخطأ في تكييف الواقعة، أو وصفها وصفاً غير سليم.
هذه الأسباب واردة على سبيل الحصر. فلا يجوز الطعن بالنقض إلا بناءً على أحدها، ومع ذلك يجوز للطاعن أن يبني طعنه على الحكم على أكثر من سبب منها.
ممن يجوز الطعن بالنقض:
في الدعاوى الحقوقية والتجارية والعمالية والأحوال الشخصية:
لا يجوز أن يعترض على الحكم إلا المحكوم عليه، أو من لم يقض له بكل طلباته، ما لم ينص النظام على غير ذلك.
في الدعاوى الجزائية:
لكل من المدعي العام والمحكوم عليه والمدعي بالحق الخاص الاعتراض بطلب النقض أمام المحكمة العليا على الأحكام والقرارات التي تصدرها أو تؤيدها محاكم الاستئناف، متى توافرت أحد أسبا ب الطعن.
ميعاد الطعن بالنقض:
مدة الاعتراض بطلب النقض ثلاثون يومًا.
يستثنى من ذلك الأحكام الصادرة في المسائل المستعجلة فتكون خمسة عشر يومًا.
بدء ميعاد الطعن بالنقض:
يبدأ موعد الاعتراض على الحكم الحضوري من تاريخ تسليم صورة صك الحكم إلى المحكوم عليه وأخذ توقيعه في الضبط، أو من التاريخ المحدد لتسلمها إن لم يحضر.
يبدأ موعد الاعتراض على الحكم الغيابي أو الحكم الصادر تدقيقاً أمام المحكمة العليا من تاريخ تبليغه إلى الشخص المحكوم عليه أو وكيله.
إذا كان المحكوم عليه سجينًا أو موقوفًا فعلى الجهة المسؤولة عنه إحضاره للمحكمة لتسلم صورة صك الحكم خلال المدة المحددة لتسلمها وكذلك إحضاره لتقديم اعتراضه في المدة المحددة لتقديم الاعتراض.
إذا لم يودع المعترض اعتراضه خلال ثلاثين يومًا، يجب رفع الحكم الصادر من محكمة الاستئناف أو المؤيد منها بالقتل، أو الرجم، أو القطع، أو القصاص في النفس أو فيما دونها، إلى المحكمة العليا – ولو لم يطلب أحد الخصوم ذلك – فور انتهاء المدة المذكورة آنفاً.
وقف ميعاد الطعن بالنقض:
يقف سريان مدة الاعتراض بموت المعترض، أو بفقد أهليته للتقاضي، أو بزوال صفة من كان يباشر الخصومة عنه. ويستمر الوقف حتى إبلاغ الحكم إلى الورثة أو من يمثلهم أو يزول العارض.
جزاء الإخلال بميعاد الطعن بالنقض:
إذا لم يودع المعترض اعتراضه خلال ميعاد الطعن سقط حقه في طلب النقض.
إجراءات الطعن بالنقض:
يحصل الاعتراض بطلب النقض، بمذكرة تودع لدى إدارة محكمة الاستئناف التي أصدرت الحكم أو أيدته.
تقيد إدارة محكمة الاستئناف مذكرة الاعتراض في يوم إيداعها في السجل الخاص بذلك، وترفعها مع صورة ضبط القضية وجميع الأوراق إلى المحكمة العليا خلال مدة لا تزيد على ثلاثة أيام من تاريخ انتهاء مدة الاعتراض.
مرفقات الطعن بالنقض
يلزم أن تودع مع صحيفة الطعن المرفقات التالية:
صورة من الصحيفة بقدر عدد المطعون ضدهم فضلاً عن صورة لإدارة المحكمة.
مذكرة شارحة لأسباب الطعن الواردة في الصحيفة، ومتضمنة البيانات المتعلقة بأسماء الخصوم، وعنوان كل منهم، وبيان الحكم المعترض عليه، ورقمه، وتاريخه، والأسباب التي بُنِيَ عليها الاعتراض، وطلبات المعترض، وتوقيعه، وتاريخ إيداع مذكرة الاعتراض.
ومع ذلك يجوز أن تكتفي المذكرة بمجرد الإحالة إلى صحيفة الطعن إذا كانت كافية في نظر الطاعن.
صورة حكم محكمة الاستئناف المطعون فيه.
صورة البطاقة المدنية للسعوديين وصورة الإقامة لغير السعوديين.
توكيل مصدق من الطاعن إلى وكيله لدى الكاتب المختص حال التوكيل في الخصومة.
المستندات المؤيدة للطعن، وذلك ما لم تكن مودعة في ملف القضية الصادر فيه الحكم المطعون فيه، وأشار إليها الطاعن في صحيفة الطعن أو المذكرة الشارحة.
إعلان صحيفة الطعن بالنقض:
يقوم المحضر أو المدعي – بحسب الأحوال – بتسليم صورة صحيفة الدعوى إلى المدعى عليه خلال خمسة عشر يوماً على الأكثر من تسليمها إليه، إلا إذا كان قد حدد لنظر الدعوى جلسة تقع في أثناء هذا الموعد، فعندئذ يجب أن يتم التسليم قبل الجلسة، وذلك كله مع مراعاة موعد الحضور.
نظر الطعن بالنقض:
باستثناء قضايا القتل، أو الرجم، أو القطع، أو القصاص في النفس أو فيما دونها، تنظر المحكمة العليا الشروط الشكلية في الاعتراض، المتعلقة ببيانات الخصوم، والحكم المعترض عليه، والأسباب التي بُنِيَ عليها الاعتراض، وطلبات المعترض، وتوقيعه، وتاريخ إيداع مذكرة الاعتراض، وما إذا كانت صادرة ممن له حق طلب النقض (الاعتراض)، ثم تقرر قبول الاعتراض أو عدم قبوله شكلاً.
فإذا رأت المحكمة بطلان إجراء رفع الطعن أو عدم توافر شرط من شروطه كأن سقط الحق في الطعن بفوات الميعاد أو قبول الحكم أو لقيامة على سبب غير الأسباب التي يجوز الطعن بالنقض بناءً عليها، فتصدر قرارًا مستقلاً بعدم قبول الطعن وتنقضي خصومة النقض.
أما إذا تحققت من صحة الإجراءات وتوافر شروط الطعن فتفصل في موضوع الاعتراض استناداً إلى ما في الملف من الأوراق، دون أن تتناول وقائع القضية.
عوارض سير خصومة الطعن بالنقض:
لا مجال للشطب في خصومة الطعن بالنقض ؛ لأن القاعدة فيها هي أن تنظر المحكمة الطعن بغير مرافعة ودون حاجة إلى حضور الخصوم.
لا تنطبق قواعد الوقف الاتفاقي على خصومة الطعن بالنقض لتعلق قواعد سيرها بالنظام العام.
لا يتصور وقف خصومة الطعن بالنقض جزائيًا لعدم تعلقها بالموضوع، باستثناء قضايا القتل، أو الرجم، أو القطع أو القصاص في النفس أو فيما دونها.
تقف خصومة الطعن بالنقض بقوة النظام، إذا قدم طلب برد قاضي أو أكثر بالدائرة التي تنظر الطعن.
سلطة المحكمة في خصومة الطعن بالنقض:
من ناحية الحكم المطعون فيه:
يقتصر نطاق خصومة النقض على الحكم محل الطعن دون غيره من الأحكام.
يقتصر نطاق خصومة النقض على الجزء المطعون فيه من الحكم دون غيره.
يقتصر نطاق خصومة النقض على الطلبات الموضوعية التي فصل فيها الحكم المطعون فيه.
من ناحية الأسباب المبني عليها الطعن:
يتحدد نطاق خصومة النقض بالأسباب الواردة في صحيفة الطعن، ولكن هذا لا يمنع الطاعن أن يتمسك بأسباب أو حجج جديدة لم يسبق له التمسك بها أمام محكمة الموضوع ولم يستند إليها الحكم المطعون فيه في أسبابه.
يجوز للطاعن أن يتمسك بأسباب لم يرد ذكرها في صحيفة الطعن، كما يجوز للمحكمة أن تقضي بإلغاء الحكم من تلقاء ذاتها بناءً على أسباب لم يتمسك بها الطاعن، طالما كانت هذه الأسباب متعلقة بالنظام العام، وذلك بشرط أن تكون هذه الأسباب مرتبطة بالحكم أو بجزء الحكم المطعون فيه، يستوي في ذلك أن يكون هذا السبب متعلقًا بالموضوع أو بالإجراءات.
الحكم في الطعن بالنقض وآثاره:
إذا لم تقتنع المحكمة بالأسباب التي بُنِيَ عليها الاعتراض أيدت الحكم.
إذا اقتنعت المحكمة بالأسباب التي بُنِيَ عليها الاعتراض نقضت الحكم كله أو بعضه – بحسب الحال – مع ذكر المستند، وتعيد القضية إلى المحكمة التي أصدرت الحكم لتحكم فيها من جديد من خلال دائرةٍ أخرى غير التي نظرتها.
يترتب على نقض الحكم إلغاء جميع القرارات والإجراءات اللاحقة للحكم المنقوض متى كان ذلك الحكم أساساً لها.
الحالات التي توجب على المحكمة العليا الفصل في الموضوع:
الأحكام الصادرة من محاكم الاستئناف في قضايا الحدود «القتل، أو الرجم، أو القطع، أو القصاص في النفس أو فيما دونها»، فهذه الأحكام لا تكون نهائية إلا بعد تأييدها من المحكمة العليا، ولا يكون تأييدها لعقوبة القتل تعزيرًا إلا بالإجماع.
إذا تم نقض الحكم للمرة الثانية – وكان الموضوع بحالته صالحاً للحكم – وجب عليها أن تحكم في الموضوع

### محاكم الدرجة الأولى[12]
توزيع الاختصاص بين محاكم الدرجة الأولى
لما كانت المنازعات التي ينعقد الاختصاص بها لمحاكم الدرجة الأولى تتنوع وتتفاوت في موضوعها وأهميتها، قسٌم المنظم هذه المحاكم إلى أنواع، وعلى أساس اختلاف نوع الدعوى أو موضوعها حدد المنظم نصيب كل محكمة من هذه المحاكم. ويعرف هذا النوع من الاختصاص بالاختصاص النوعي.
ونظرًا لأن محاكم النوع الواحد تنتشر في أرجاء المملكة لتيسير وصول المتقاضين لحقوقهم، جعل المنظم لكل محكمة دائرة اختصاص مكاني، فجعل كل محكمة مختصة بما يحصل في دائرتها من منازعات. وعرف هذا النوع من الاختصاص بالاختصاص المكاني.
ويتولى نظام الإجراءات الجزائية بيان اختصاص المحاكم الجزائية والإجراءات المتبعة أمامها بينما يتولى نظام المرافعات الشرعية إيضاح اختصاص باقي محاكم الدرجة الأولى (المحاكم العامة والجزائية ومحاكم الأحوال الشخصية والعمالية والتجارية) والإجراءات المتبعة أمامها. وأوكل المنظم للمحاكم الجزائية الفصل في المسائل الجزائية بينما أوكل لباقي محاكم الدرجة الأولى الفصل في المسائل التي تعرض عليها كل بحسب اختصاصه الذي حدده نظام المرافعات الشرعية.
```
أساس توزيع الاختصاص بين محاكم الدرجة الأولى
```

تُبنَى قواعد الاختصاص بين محاكم الدرجة الأولى على أساسين:
الأول: نوعى.
```
تُبنى قواعد الاختصاص بين محاكم الدرجة الأولى على أساس نوع الدعوى، أي طبيعة النزاع، تجاري، أحوال شخصية عمال، مسائل مستعجلة...الخ بغض النظر عن قيمة الدعوى.
```

الثاني: مكاني.
في نظام الإجراءات الجزائية:
• يتحدد الاختصاص المكاني للمحاكم في مكان وقوع الجريمة، أو المكان الذي يقيم فيه المتهم، فإن لم يكن له مكان إقامة معروف يتحدد الاختصاص في المكان الذي يقبض عليه فيه.
• يعد مكاناً للجريمة كل مكان وقع فيه فعل من أفعالها، أو ترك فعل يتعين القيام به حصل بسبب تركه ضرر جسدي.
في نظام المرافعات الشرعية:
القاعدة العامة. تُبنَى قواعد الاختصاص بين محاكم الدرجة الأولى على أساس مكان محل إقامة المدعى عليه. وتقوم هذه القاعدة على افتراض مؤداه براءة ذمة المدعى عليه إلا أن يثبت عكس ذلك، ومن ثم فإنه يجب على المدعى أن يسعى إلى المدعى عليه في محل إقامته فيقاضيه أمام محكمة قريبة منه، تجنبًا لعنت المدعي وكيده برفع الدعوى في مكان بعيد عن شخص قد يكون بريء الذمة.
الاستثناءات على القاعدة العامة.
- الدعاوى المتعلقة بالعقار. يكون الاختصاص بالدعاوى العقارية لمحكمة بلد المدعى عليه باعتبارها أكثر المحاكم ملاءمة لنظر هذه المنازعات للصلة القائمة بين هذه الدعاوى وبلد المدعى عليه.
- الدعاوى التي تقام على المدعى عليه غير المقيم في المملكة. يكون الاختصاص للمحكمة التي يقع في نطاق اختصاصها مكان إقامة المدعي.
- الدعاوى التي تقام على الأجهزة الحكومية. تقام الدعوى على الأجهزة الحكومية في المحكمة التي يقع في نطاق اختصاصها المقر الرئيس لها، ويجوز رفع الدعوى إلى المحكمة التي يقع في نطاق اختصاصها فرع الجهاز الحكومي في المسائل المتعلقة بذلك الفرع.
- الدعوى المتعلقة بالشركات أو الجمعيات أو المؤسسات الخاصة. تقام الدعوى المتعلقة بالشركات أو الجمعيات أو المؤسسات الخاصة في المحكمة التي يقع في نطاق اختصاصها مركز إدارتها، سواء كانت الدعوى على الشركة أو الجمعية أو المؤسسة، أو من الشركة أو الجمعية أو المؤسسة على أحد الشركاء أو الأعضاء، أو من شريك أو عضو على آخر، ويجوز رفع الدعوى إلى المحكمة التي يقع في نطاق اختصاصها فرع الشركة أو الجمعية أو المؤسسة، وذلك في المسائل المتعلقة بهذا الفرع.
- الدعوى المتعلقة بالنفقة. يكون للمدعي بالنفقة الخيار في إقامة الدعوى في المحكمة التي يقع في نطاق اختصاصها مكان إقامة المدعى عليه أو المدعي.
- الدعوى المتعلقة بالمسائل الزوجية والحضانة والزيارة ومن عضلها أولياؤها. يكون للمرأة – في المسائل الزوجية والحضانة والزيارة ومن عضلها أولياؤها – الخيار في إقامة دعواها في بلدها أو بلد المدعى عليه.
- الدعاوى الناشئة عن حوادث السير التي تقع في بلد غير بلد المدعى عليه. يكون للمدعي الخيار في إقامة الدعوى في المحكمة التي يقع في نطاق اختصاصها مكان وقوع الحادث أو مكان إقامة المدعى عليه.

### المحاكم العامة
مقارها:
هي منتشرة في جميع محافظات ومناطق المملكة.
هيكلها:
تؤلف المحاكم العامة في المناطق من دوائر متخصصة، يكون من بينها دوائر للتنفيذ وللإثباتات الإنهائية وما في حكمها – الخارجة عن اختصاصات المحاكم الأخرى وكتابات العدل – وللفصل في الدعاوى الناشئة عن حوادث السير وعن المخالفات المنصوص عليها في نظام المرور ولائحته التنفيذية.
تشكيلها:
تتألف المحكمة العامة من قاض فرد أو ثلاثة قضاة، وفق ما يحدده المجلس الأعلى للقضاء.
تَصدر الأحكام في المحكمة العامة من قاض فرد ويستثني من ذلك قضايا القتل والرجم والقطع وغيرها من القضايا التي يُحددها النظام فتصدر من ثلاثة قضاة.
اختصاصها:
تختص المحاكم العامة بنظر جميع الدعاوي والإثباتات الإنهائية وما في حكمها الخارجة عن اختصاص المحاكم الأخرى وكتابات العدل وديوان المظالم، ولها بوجه خاص النظر في الآتي:
· الدعاوي المتعلقة بالعقار، من المنازعة في الملكية، أو حق متصل به، أو دعوى الضرر من العقار نفسه أو من المنتفعين به، أو دعوى أقيام المنافع أو الإخلاء أو دفع الأجرة أو المساهمة فيه، أو دعوى منع التعرض لحيازته أو استرداده، ونحو ذلك، ما لم ينص النظام على خلاف ذلك.
· إصدار صكوك الاستحكام بملكية العقار أو وقفيته.
· الدعاوي الناشئة عن حوادث السير وعن المخالفات المنصوص عليها في نظام المرور ولائحته التنفيذية.
يثبت الاختصاص للمحاكم العامة أيضًا في المحافظة أو المركز اللذين ليس فيهما محكمة متخصصة بنظر جميع الدعاوي والقضايا والإثباتات الإنهائية وما في حكمها الداخلة في اختصاص تلك المحكمة المتخصصة، وذلك ما لم يقرر المجلس الأعلى للقضاء خلاف ذلك.
تختص المحكمة العامة كذلك في البلد الذي ليس فيه محكمة جزائية بما تختص به المحكمة الجزائية، ما لم يقرر المجلس الأعلى للقضاء خلاف ذلك.

### المحاكم الجزائية
مقارها:
هي منتشرة في مختلف محافظات ومناطق المملكة.
هيكلها:
تؤلف المحكمة الجزائية من دوائر متخصصة هي:
دوائر قضايا القصاص والحدود.
دوائر القضايا التعزيرية.
دوائر قضايا الأحداث.
تشكيله:
تشكل كل دائرة من دوائر المحكمة الجزائية من ثلاثة قضاة، باستثناء القضايا التي يحددها المجلس الأعلى للقضاء فينظرها قاضٍ فرد.
اختصاصها:
تختص المحكمة الجزائية بالفصل في:
جميع القضايا الجزائية.
جميع المسائل التي يتوقف عليها الحكم في الدعوى الجزائية المرفوعة أمامها، إلا إذا نص النظام على خلاف ذلك.
إذا كان الحكم في الدعوى الجزائية يتوقف على نتيجة الفصل في دعوى جزائية أخرى، وجب وقف الدعوى حتى يتم الفصل في الدعوى الأخرى.

### محاكم الأحوال الشخصية
مقارها:
هي منتشرة في مختلف محافظات ومناطق المملكة.
تشكيلها:
تؤلف محكمة الأحوال الشخصية من دائرة أو أكثر، وتكون كل دائرة من قاضٍ فرد أو أكثر، وفق ما يحدده المجلس الأعلى للقضاء. ويجوز أن يكون من بينها دوائر متخصصة بحسب الحاجة.
اختصاصها:
تختص محاكم الأحوال الشخصية بالنظر في الآتي:
جميع مسائل الأحوال الشخصية، ومنها:
إثبات الزواج، والطلاق، والخلع، وفسخ النكاح، والرجعة، والحضانة، والنفقة، والزيارة.
إثبات الوقف، والوصية، والنسب، والغيبة، والوفاة، وحصر الورثة.
الإرث، وقسمة التركة بما فيها العقار إذا كان فيها نزاع، أو حصة وقف أو وصية، أو قاصر، أو غائب.
إثبات تعيين الأوصياء، وإقامة الأولياء والنظار، والإذن لهم في التصرفات التي تستوجب إذن المحكمة، وعزلهم عند الاقتضاء، والحجر على السفهاء، ورفعه عنهم، وتحدد لوائح هذا النظام الإجراءات اللازمة لذلك.
إثبات توكيل الأخرس الذي لا يعرف القراءة والكتابة.
تزويج من لا ولي لها، أو من عضلها أولياؤها.
الدعاوي الناشئة عن مسائل الأحوال الشخصية.
الدعاوي المرفوعة لإيقاع العقوبات المنصوص عليها في نظام الهيئة العامة للولاية على أموال القاصرين ومن في حكمهم.

### محاكم التنفيذ
تقع محاكم التنفيذ في مختلف مدن ومحافظات السعودية، وتتشكل من دوائر متخصصة تضم كل منها قاض أو أكثر، بحسب ما يحدده المجلس الأعلى للقضاء.
تختص محاكم التنفيذ بالأوامر والأحكام والقرارات الصادرة عن المحاكم، والأوراق التجارية والعقود والمحررات الموثقة، إضافة للأوراق العادية المقر باستحقاقها كليا أو جزئيا، والعقود والأوراق الأخرى التي تملك سند التنفيذ بموجب النظام. إلى جانب أحكام المحكمين المذيلة بأمر التنفيذ وفق نظام التحكيم، ومحاضر الصلح الصادرة عن الجهات المخولة أو المصدقة من قبل المحاكم. ويشمل اختصاصها أيضا الأحكام والأوامر القضائية، وأحكام المحكمين والمحررات الموثقة الصادرة في بلد أجنبي.
وتملك محاكم التنفيذ سلطة التنفيذ الجبري والإشراف عليه، وتفصل في منازعات التنفيذ أي كانت قيمتها، وذلك بحسب أحكام القضاء المستعجل.

#### المحكمة الافتراضية للتنفيذ
في 27 مارس 2022، دشن وزير العدل السعودي وليد الصمعاني المحكمة الافتراضية للتنفيذ، والتي تختصر إجراءات التنفيذ من 12 خطوة إلى خطوتين فقط، وذلك دون تدخل بشري منذ بدء الطلب وحتى إعادة الحق، وذلك لسندات التنفيذ الإلكترونية الموثقة عبر منصة نافذ.

### المحاكم العمالية
مقارها:
هي منتشرة في مختلف محافظات ومناطق المملكة.
تشكيلها:
تؤلف المحكمة العمالية من دوائر متخصصة، وتكون كل دائرة من قاضٍ فرد أو أكثر، وفق ما يحدده المجلس الأعلى للقضاء.
اختصاصها:
تختص المحاكم العمالية بالنظر في الآتي:
المنازعات المتعلقة بعقود العمل والأجور والحقوق وإصابات العمل والتعويض عنها.
المنازعات المتعلقة بإيقاع صاحب العمل الجزاءات التأديبية على العامل، أو المتعلقة بطلب الإعفاء منها.
الدعاوي المرفوعة لإيقاع العقوبات المنصوص عليها في نظام العمل.
المنازعات المترتبة على الفصل من العمل.
شكاوي أصحاب العمل والعمال الذين لم تقبل اعتراضاتهم ضد أي قرار صادر من أي جهاز مختص في المؤسسة العامة للتأمينات الاجتماعية، يتعلق بوجوب التسجيل والاشتراكات أو التعويضات.
المنازعات المتعلقة بالعمال الخاضعين لأحكام نظام العمل، بمن في ذلك عمال الحكومة.
المنازعات الناشئة عن تطبيق نظام العمل ونظام التأمينات الاجتماعية، دون إخلال باختصاصات المحاكم الأخرى وديوان المظالم.

### المحاكم التجارية
مقارها:
هي منتشرة في مختلف محافظات ومناطق المملكة.
تشكيلها:
تؤلف المحكمة التجارية من دوائر متخصصة، وتكون كل دائرة من قاضٍ فرد أو أكثر، وفق ما يحدده المجلس الأعلى للقضاء.
اختصاصها:
تختص المحاكم التجارية بالنظر في الآتي:
جميع المنازعات التجارية الأصلية والتبعية التي تحدث بين التجار.
الدعاوي التي تقام على التاجر بسبب أعماله التجارية الأصلية والتبعية.
المنازعات التي تحدث بين الشركاء في الشركات.
جميع الدعاوي والمخالفات المتعلقة بالأنظمة التجارية، وذلك دون إخلال باختصاص ديوان المظالم.
دعاوي الإفلاس والحجر على المفلسين ورفعه عنهم.
المنازعات التجارية الأخرى.

### محاكم الاستئناف
تقوم محاكم الاستئناف بالطعن في أحكام محاكم الدرجة الأولى، ويعاد طرح الدعاوى فيها بغرض مراجعتها وإعادة الفصل فيها، وفق نظام المرافعات الشرعية، ونظام الإجراءات الجزائية، وذلك في ميعاد محدد بثلاثين يوما للاعتراض أو التدقيق وطلب الاستئناف، وتستثنى الدعاوى المستعجلة فتكون مدتها عشرة أيام. يوجد في كل منطقة من مناطق السعودية محكمة استئناف أو أكثر، وهي تعمل من خلال دوائر متخصصة بحسب نوع الدعوى، حقوقية أو مالية أو عمالية، والدوائر الجزائية ودوائر الأحوال الشخصية. تتشكل كل دائرة من 3 قضاة، أما الدائرة الجزئية المخولة بالنظر في أحكام القتل والقطع والرجم والقصاص في النفس أو فيما دونها فتتألف من 5 قضاة.
تختص محاكم الاستئناف في الأحكام القابلة للاستئناف، وتفصل في طلبات التماس إعادة النظر في الأحكام الصادرة عنها في الحالات التالية:
- وقوع الغش من الخصم مما أثر في الحكم.
- بناء الحكم على أوراق تم ثبوت تزويرها، أو على شهادة زور.
- حصول الملتمس بعد الحكم على أوراق قاطعة في الدعوى، وتعذر عليه إبرازها وقت الحكم.
- قضاء الحكم بما لم يطلبه الخصوم أو بأكثر مما طلبوه.
- مناقضة منطوق الحكم لبعضه البعض.
- الحكم الغيابي.
- صدور الحكم على من لم يمثل تمثيلا صحيحا في الدعوى.[15]

#### نطاق سلطة محاكم الاستئناف
لا تقبل محاكم الاستئناف الطلبات الجديدة في الاستئناف، وتقضي المحكمة من تلقاء نفسها بعد قبول الطلب. ويجوز تقديم أوجه دفاع جديدة في الاستئناف، لاستدراك ما فات الخصوم تقديمه في الدفاع، كما يجوز للغير التدخل في الاستئناف بالانضمام لأحد الخصوم. ولا يجوز لمن لم يكن خصم في خصومة محاكم الدرجة الأولى، تدخل الخصم في خصومة الاستئناف لكونه يتطلب طلب جديد.

#### أحكام قابلة للاستئناف
- الأحكام القطعية الصادرة في موضوع الدعوى من محاكم الدرجة الأولى.
- الأحكام الصادرة قبل الحكم في الموضوع، مثل الأحكام الصادرة بوقف الدعوى، الأحكام القابلة للتنفيذ الجبري، الأحكام الصادرة بعدم الاختصاص، والأحكام الوقتية والمستعجلة.[15]

#### أحكام غير قابلة للاستئناف
تقتصر الأحكام غير القابلة للاستئناف على الأحكام الصادرة في الدعاوى اليسيرة التي يحددها المجلس الأعلى للقضاء، والأحكام الصادرة قبل الفصل في الدعوى، ولا تنتهي بها الخصومة كلها أو بعضها.

#### المخولين بالطعن في الاستئناف
يجوز الطعن بالاستئناف في الدعاوى الحقوقية والتجارية والعمالية والأحوال الشخصية، من المحكوم عليه أو من لم يقض له بكل طلباته ما لم ينص النظام على غير ذلك.
أما الدعاوى الجزائية فيجوز الطعن من المدعي العام والمدعي بالحق الخاص والمحكوم عليه، وفق مبررات محددة كالتالي:
- أن يكون محل الطعن هو الأحكام الصادرة من محاكم الدرجة الأولى القابلة للاستئناف.
- أن يكون للطاعن وهو المدعي مصلحة في الطعن بالحكم.
- أن تتوفر الصفة في كل من الطاعن والمطعون ضده وهو المدعى عليه.
- أن لا يكون الطاعن قد قبل الحكم صراحة أو ضمنا.
- أن يتم رفع الطعن في الميعاد النظامي.[15]

## إدارات ومكاتب

### الإدارة العامة للمحاماة
تقوم الإدارة العامة للمحاماة بدور بسكرتارية لجنة القيد والقبول، حيث تعمل على استقبال طلبات القيد وإعدادها ثم عرضها على لجنة القيد والقبول، التي تتألف اللجنة من وكيل من وزارة العدل، وممثل من ديوان المظالم ومحامٍ يعنيه وزير العدل، على أن يكون أمضى في مزاولة المهنة مدة لا تقل عن 3 سنوات.
وتشمل مهامها تقديم خدمات القيد والتراخيص للمحامين، واستقبال طلبات استقدام المستشارين من خارج السعودية، إضافة إلى لجنة تأديب المحامين ودراسة التنظيمات والتعديلات على نظام المهنة والمحاماة، إلى جانب توثيق العلاقات بالمنظمات المحلية والإقليمية والدولية المتعلقة بمهنة المحاماة.

### الإدارة العامة لمأذوني الأنكحة
هي إدارة مرتبطة بوزير العدل مباشرة، أنشأتها الوزارة في عام 2003 بهدف تطوير أداء المأذونين ورفع كفائتهم، ومتابعتهم والتحقيق في مخالفاتهم، وضبط إجراءات الحصول على رخص لاستقبال طلبات منح الرخص من المحاكم. وهي تعمل على قيد أسماء مأذوني عقود الأنكحة المحتسبين، وتشرف على أعمالهم. وتحفظ ملفات جميع المأذونين في السعودية، إلى جانب تحقيقها في المخالفات، واستقبال طلبات منح الرخص من المحاكم ورفعها للجنة دراسة الطلبات، لتدرس ومن ثم ترفع للوزير. قامت الإدارة منذ تأسيسها بتجديد وإصدار أكثر من 3700 رخصة إجراء عقود أنكحة.

### مركز العمليات العدلي
جرى تدشين المكتب بصفته أحد مشروعات الوزارة في سبتمبر 2019، بهدف المتابعة الرقمية لأعمال المحاكم وكتابات العدل وقطاعات الوزارة، وذلك من خلال 64 مؤشرًا استراتيجيًا، ويعمل المركز على ضمان سير العمل، وتقديم الحلول المتعلقة برفع الجودة، ومساندة المرافق العدلية، كما يتيح الاطلاع على معلومات ونتائج أداء المرافق العدلية ومستويات الإنجاز الفعلية.

## رؤية السعودية 2030
أنشأت وزارة العدل وحدة إدارية متخصصة لدعم وتمكين برنامج التحول الوطني وأطلقت عليه (مكتب تحقيق رؤية 2030). ويتم العمل من خلاله على التأكد من ملائمة الخطة الاستراتيجية للوزارة مع رؤية السعودية 2030، ويشارك المكتب في تصميم الأهداف والمبادرات ووضع خطط التنفيذ. ويشرف على تنفيذ المبادرات والمحافظ الاستراتيجية، كما يرفع التقارير الدورية والتخصصية عن أداءها. ويقدم المكتب دعمه للوكالات والإدارات في وزارة العدل، ويعتبر حلقة وصل بين الوزارة والجهات الداعمة وذات العلاقة.

## مبادرات
عملت وزارة العدل على عدد من المبادرات تتعلق بالخدمات العدلية ونشر الوعي، واستحداث مراكز وأليات وخدمات جديدة، وهي كالتالي:
- إبراز أعمال القضاء السعودي ونشر الثقافة العدلية.
- إنشاء مراكز الخدمة العدلية.
- كتابات العدل المتنقلة.
- إشراك القطاع الخاص في أعمال التوثيق.
- إشراك القطاع الخاص في الأعمال المساندة لقضاء التنفيذ.
- رفع تصنيف السعودية عالميا في مؤشر إنفاذ العقود.
- السداد الإلكتروني في تنفيذ الأحكام.
- توفير مراكز تنفيذ أحكام الحضانة والزيارة والرؤية بالتعاون مع القطاع غير الربحي.
- تنظيم إدارة القضايا المتكامل.
- تفعيل منظمة مكاتب المصالحة.
- الإسناد والتنظيم الإداري في المحاكم.
- استغلال البنية التحتية المعلوماتية.
- رقمنة أرشيف الثروة العقارية.[13]
- مركز الترجمة الموحد.[19]

## وزراء العدل السابقين
- الشيخ محمد بن علي الحركان
- الشيخ إبراهيم بن محمد آل الشيخ
- الشيخ محمد بن إبراهيم بن جبير
- الشيخ الدكتور عبد الله بن محمد آل الشيخ
- الدكتور محمد بن عبد الكريم العيسى
- الدكتور وليد بن محمد الصمعاني

## وصلات خارجية
- وزارة العدل